# ريبيكا فيرجوسون

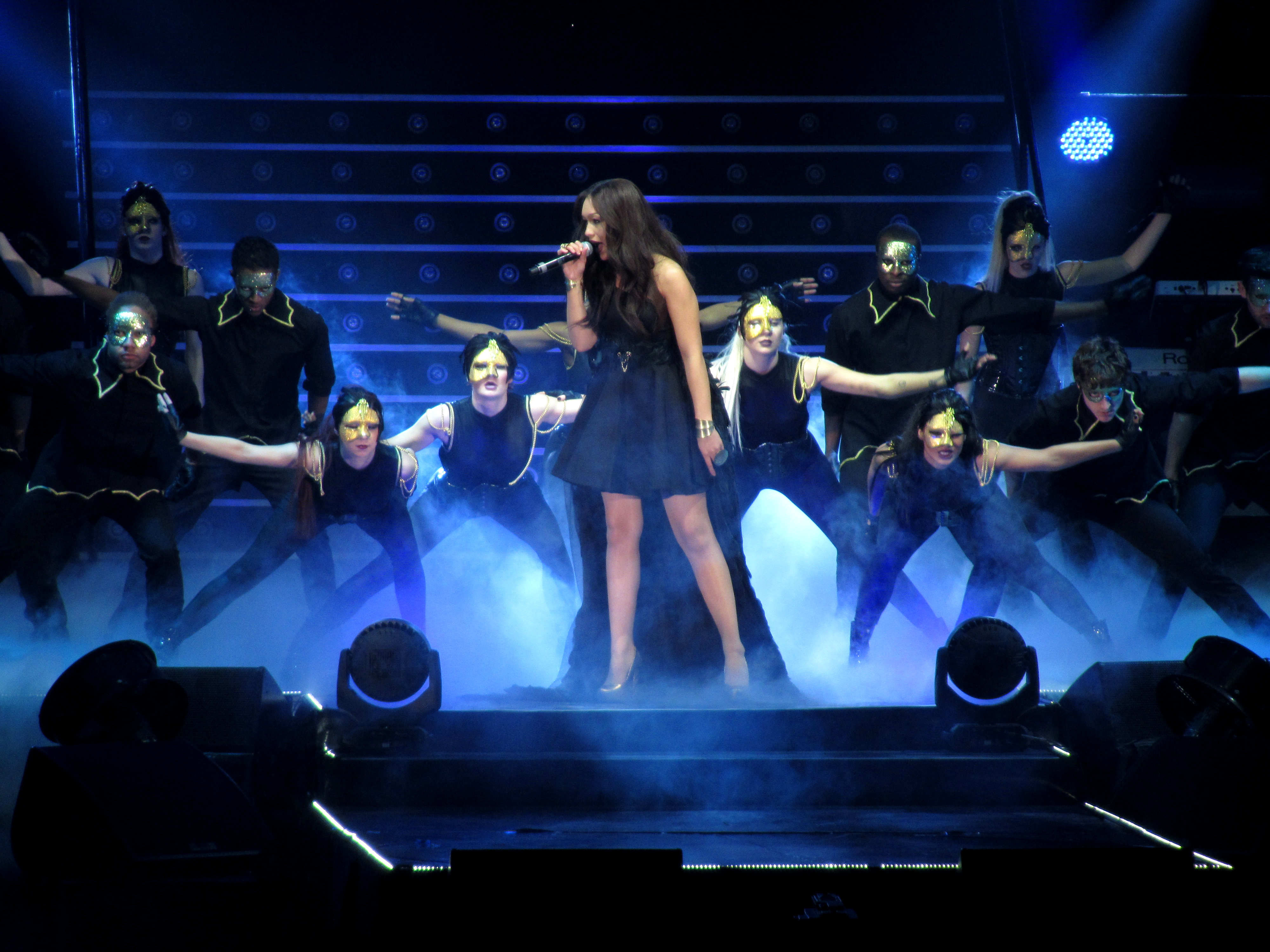
ريبيكا فيرجوسون

واسمها الكامل ريبيكا كارولين فيرجوسون (بالإنجليزية: Rebecca Caroline Ferguson)‏ وهي مغنية وكاتبة أغاني بريطانية ولدت في يوم 21 يوليو 1986 في مدينة ليفربول في إنجلترا في المملكة المتحدة ريبيكا شاركت بالموسم السابع من برنامج اكس فاكتور وخسرت أمام الفائز به مات كاردل.

## روابط خارجية
- ريبيكا فيرجوسون على موقع IMDb (الإنجليزية)
- ريبيكا فيرجوسون على موقع ميوزك برينز (الإنجليزية)
- ريبيكا فيرجوسون على موقع إن إن دي بي (الإنجليزية)
- ريبيكا فيرجوسون على موقع أول ميوزيك (الإنجليزية)
- ريبيكا فيرجوسون على موقع ديسكوغز (الإنجليزية)
- ريبيكا فيرجوسون على موقع قاعدة بيانات الفيلم (الإنجليزية)